# 觀劇鏡

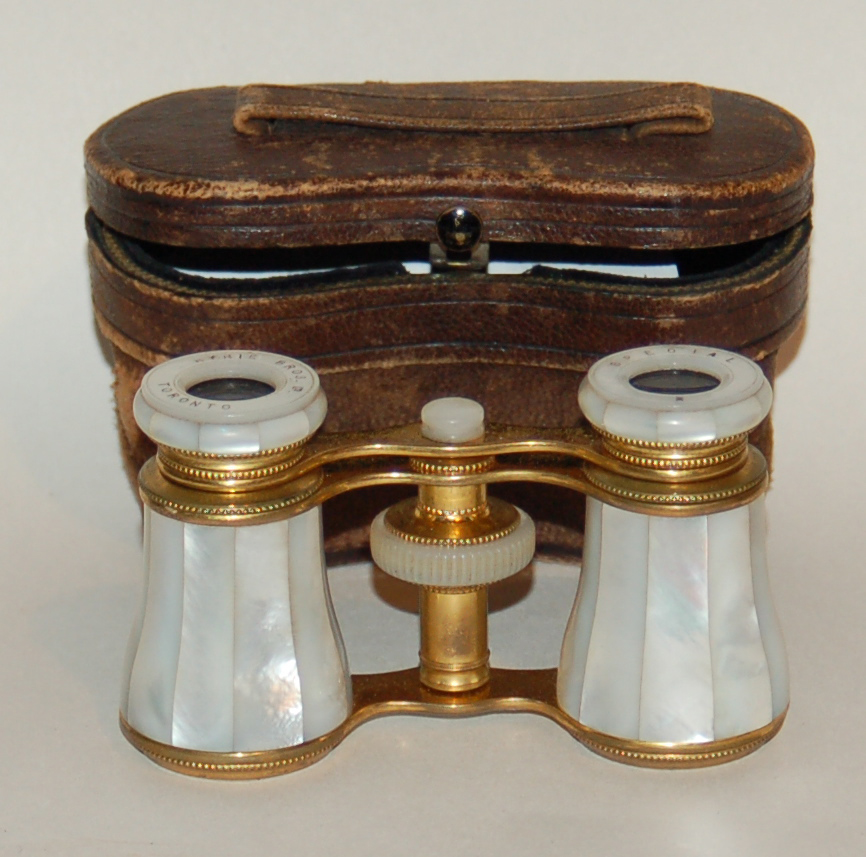
珍珠母觀劇鏡和皮套。

觀劇鏡，也稱為戲劇雙筒鏡或伽利略雙筒鏡（Opera glasses, also known as theater binoculars or Galilean binoculars），是一種小型、低倍率的光學放大裝置。他的名稱來自於他經常執行的事件，通常使用在觀賞戲劇的場合中。為了避免影像的抖動和維持足夠大的視野，放大倍率通常低於5倍，最常見到的組合是3倍。許多現代觀劇鏡的設計仍然是基於19世紀流行的附有手持長柄的形式。